# Сенка Влаховић
Сенка Влаховић (20. децембар 1985) српска је визуелна уметница, илустраторка и дизајнерка књига, ауторка стручних књига о илустрацији, уметничка директорка Банатског културног центра из Новог Милошева.  

## Биографија
Рођена је у Новом Саду. Гимназију је завршила у Кикинди. На Академији уметности у Београду завршила је мастер студије. Тема мастер рада била је Видео-илустрација књиге. Претходно је на Високој техничкој школи у Новом Саду, дипломирала примењену фотографију 2007. године. На истој школи је и специјализирала илустрацију књиге 2011. године.
Ћерка је књижевника Радована Влаховића. Живи и ради у Новом Милошеву.

## Уметничка биографија
Оснивач је BookILL Fest фестивала илустрације књиге на Салону књига у Новом Саду. У Банатском културном центру је графички обликовала више од 600 књига. Имала је више oкo 30 самосталних изложби слика и фотографија и тридесетак видео пројекција својих радова. На Међународном симпозијуму о илустрацији у Братислави учествовала је 2015, 2017, 2019. i 2021. године. За књигу Видео-илустрациије књиге: Нови поглед на илустрацију и креирање имиџа књиге у јавности је на 60. Међународном сајму књига у Београду, награђена наградом УЛУПУДС-а за најбољу књигу у области теорије визуелне комуникације.
Према књизи песама Радована Влаховића Вечерњи акт у девојачкој соби Ленке Дунђерски режирала је видео-илустрацију 2015. године.
Ауторка је изложбе и пројекта Савремени српски илустратори за децу која је одржана у „Бибиани” у Братислави 2019. године, уз подршку Амбасаде Републике Србије у Словачкој, и у Студентском културном центру у Београду 2020. године.
Ауторка је књиге и истоимене изложбе илустрација Банатска Венера и јунак Димитриј 2020. године. Књигу потписује као аутор текста, илустрација и дизајна. Изложба илустрација, на којој је ова књига главни експонат, одржана је у Галерији Форма у Новом Саду и Галерији Сингидунум у Београду.
Ауторка је књиге и истоимене изложбе илустрација под називом Антологија будућих снова 2021. године. Изложба је одржана у Срећној галерији Студентског културног центра у Београду и другим галеријама. Овом изложбом у Ноћи музеја 2022. године обележила је 20-огодишњицу од своје прве самосталне изложбе.
Добитница је Годишње награда УЛУПУДС-а за стваралаштво у 2017. години и Годишње награда УЛУПУДС-а за стваралаштво у 2020. години.
Учествовала је у пројекту Изабрана зенитистичка дела (1. коло у 8 томова) као дизајер и приређивач, а читав издавачки подухват је награђен Специјалним признањем Београдског сајма књига 2023. године. 
Чланица је Удружења ликовних уметника примењених уметности и дизајнера Србије (УЛУПУДС) и Матице српске.
Оснивач је Електронског часописа за књижевност и уметност младих РЕЗ.

### Као члан жирија
Сенка Влаховић је члан жирија на неколико конкурса.
- Интернет конкурсу BookILL Fest фестивала (2012–2019).[17]
- Међународни жири Бијенала илустрације у Братислави године (2017. године).[18]
- Конкурс за награду Захарије Орфелин коју додељује Новосадски сајам у оквиру Сајма књига (2016-2023. године).[19]